# 王洪钟
王洪钟（1965年2月—），北京房山人，中华人民共和国政治人物。

## 生平
王洪钟在霞云岭乡从小学读到高中，1972年入霞云岭乡北直河小学读书，1977年入霞云岭乡下石堡中学，1980年入霞云岭中学，1982年7月高中毕业。1983年4月，他进入中国共青团系统，担任北京市房山区霞云岭乡团委书记。1985年7月至1987年8月，他在北京大学哲学系干部专修班进修。培训结束后，他回到霞云岭乡，自1987年8月至1991年9月历任中共房山区霞云岭乡党委副书记、纪检书记、组织委员、团委书记。
1991年，担任北京市农村工作委员会宣传处干事、北京市房山区团委副书记。1992年3月，担任北京市房山区团委书记。1994年，担任中共北京市房山区委常委、区团委书记、党组书记。1995年，担任中共北京市房山区委常委、良乡地区工委书记、良乡卫星城管理委员会主任。1998年12月，担任北京市房山区政府副区长、良乡卫星城建设管理委员会主任、良乡地区工委书记、房山旅游集团董事长、党委书记、良乡工业开发区管委会主任、党委书记。2000年7月，担任中共北京市密云县委副书记、代县长。2001年1月，任中共北京市密云县委副书记、县长。2002年7月，担任北京市密云县委书记。2003年11月，担任北京市市政管理委员会副主任。2009年2月，担任北京市市政市容管理委员会副主任。2010年3月，担任中共北京市门头沟区委副书记、代区长。8月，担任中共北京市门头沟区委副书记、区长。2015年12月1日，因涉嫌索取、收受财物1416万在北京二中院刑事法庭开庭审理。2015年12月30日，二中院一审以受贿罪和滥用职权罪，判处王洪钟有期徒刑14年。